# I Believe (album Lee Soo-young)
I Belive – pierwszy album Lee Soo Young. Został nagrany i wydany w 1999 roku.

## Lista utworów
1. "Issey Miyake"
2. "Swan Song"
3. "Missing You"
4. "I Believe"
5. "Good Bye My Love"
6. "Little Heart"
7. "Foolish"
8. "Because It Waits"
9. "Wood"
10. "Traveling"
11. "I Believe"